# Osęczyzna
Osęczyzna es un pueblo de Polonia, en Mazovia.  Se encuentra en el distrito (Gmina) de Dobre, perteneciente al condado (Powiat) de Mińsk. Se encuentra aproximadamente a 7 km al oeste de Dobre, a 15 km al norte de Mińsk Mazowiecki, y a 42 km  al este de Varsovia. 
Entre 1975 y 1998 perteneció al voivodato de Siedlce.